# Великий Волжский путь
«Вели́кий Во́лжский путь» — межрегиональный туристский маршрут, проходящий по территории современного Приволжского федерального округа (ПФО) в зоне исторической северной части Великого шёлкового пути — Волжского торгового пути.
Проект запущен осенью 2017 года с четырёх маршрутов; к середине 2021 года насчитывает больше 20 маршрутов, объединяющих 14 субъектов ПФО, 5 городов-миллионников, 7 международных аэропортов, 3 объекта Всемирного наследия ЮНЕСКО и 5 курортов федерального значения.

## Предыстория

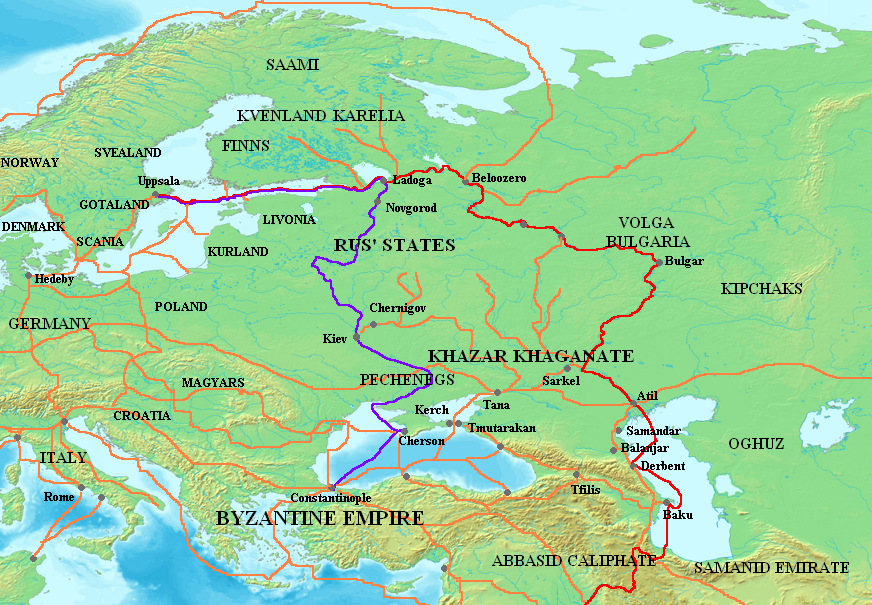
Речные пути Древней Руси: волжский путь отмечен красным

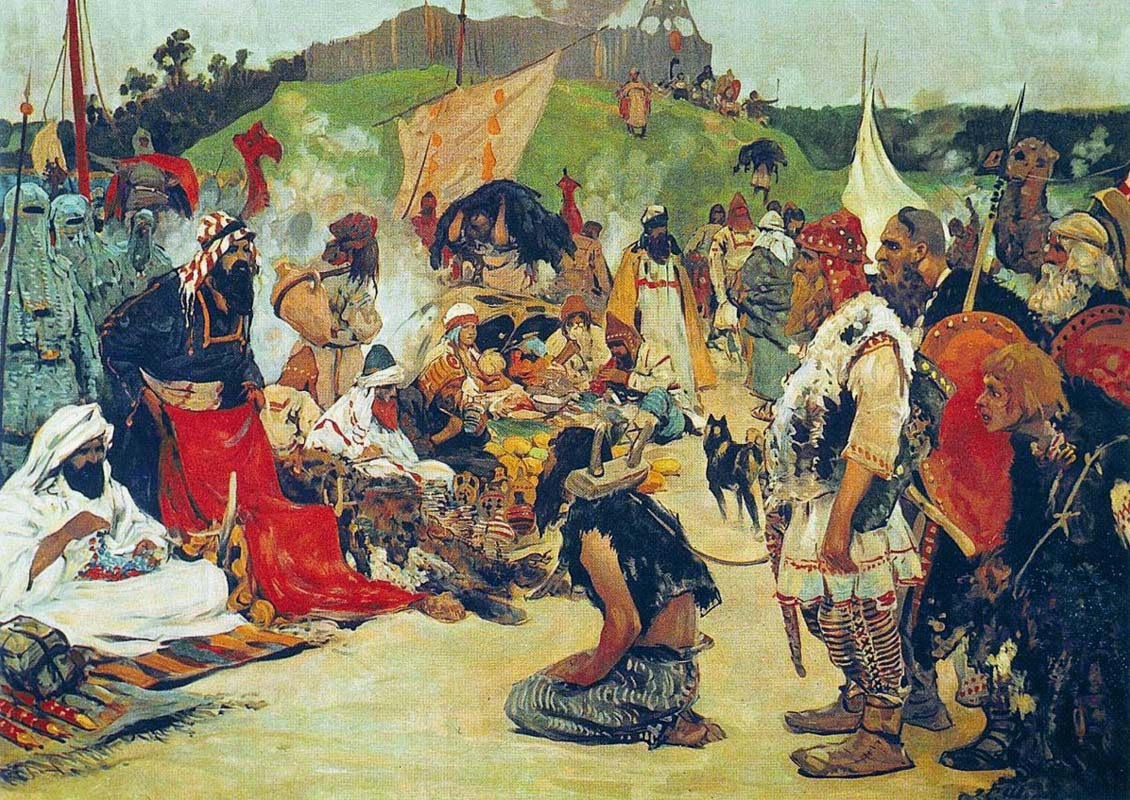
Картина «Торговля у восточных славян», Сергей Иванов, 1912

Появление торгового пути по Волге относят ко II тысячелетию до н. э., когда представители фатьяновской культуры начали заселять территорию Волжского бассейна, о чём свидетельствуют обнаруженные могильники, а во второй половине I тысячелетия н. э. в Волго-Окском междуречье начинают селиться финно-угорские племена.
Начиная с IX века славяне широко осваивают Поволжье, используя Волгу как основной способ передвижения. С этого же времени формируются крупные древнерусские княжества. Например, в северной части располагалась Новгородская республика, территории Волго-Окского междуречья, Белозерья и бассейна Сухоны занимало Владимиро-Суздальское княжество, а на месте впадения Камы в Среднюю Волгу находилась Волжская Булгария, со столицей в городе Болгар. Одновременно происходит расцвет Волжского торгового пути, ставшего трансъевропейской артерией, связывающей Скандинавию, Балтику и Северную Европу с Булгаром, Хазарией и странами арабского халифата и Персией, через которую в русские княжества ввозили шёлк-сырец, драгоценные камни, золотые и серебряные украшения. В свою очередь, в Персию вывозились меха, кость, моржовые клыки, юфть, лён, хлеб . Помимо этого, Волжский путь способствовал торговле варягов и финно-угров с хазарами и арабами. Экономическая значимость маршрута значительно возросла в VIII—X веках, потому что арабские завоевания закрыли для европейцев привычные торговые маршруты через Византию — купцы были вынуждены искать другие пути в восточные земли. Активная торговля через Волжский путь привела к строительству торговых форпостов на всём протяжении маршрута, которые впоследствии выросли в города.

### Великий Шёлковый путь на территории современной России
Великий волжский путь сыграл существенную роль в экономическом и культурном расцвете Поволжья. Крупнейшим торговым пунктом региона стал Болгар, который не только взимал пошлинную плату с купцов за проход, но также экспортировал товары ремесленного и сельского хозяйства.
Хазары торгуют с ними (с булгарами) и совершают сделки, также и русы привозят к ним свои товары, и все те, кто обитает на обоих берегах этой реки (Волги) привозят к ним свои товары, как то: соболей, горностаев, белок и другое.Персидский учёный-энциклопедист Ибн Руста
В 2014 году Великий шёлковый путь был включён в список Всемирного наследия ЮНЕСКО. В список вошли 37 памятников-стоянок, через которые проходил торговый маршрут в Турции, Азербайджана, Ирана, Казахстана, Киргизии, Узбекистана, Туркмении и Китая. На территории России располагалась семь основных отрезков торгового маршрута, преимущественно водные:
- от Хорезма до Нижней Волги;
- от Ургенча к месту схождения Волги и Дона;
- от Хорезма до Азова через Астрахань на Маджар и на Азов;
- из Приаралья в Саратовское Поволжье, а также далее по Волге или по Дону на Азов;
- из Приаралья до Азова через Болгар и Дон;
- из Прикамья на Болгар и в Нижнее Поволжье;
- сухопутный маршрут, который соединял Нижнее Поволжье и Нижнее Поочье (сейчас это Рязанская, Владимирская, Нижегородская области)[11].

## Туристический проект
Культурное наследие и события современности стабильно привлекают в регионы Приволжского федерального округа российских и иностранных туристов, а их обслуживание приносит возрастающий вклад в экономику..

### Предпосылки
Объединение усилий отдельных субъектов округа с Татарстана, где тема «Великого Волжского пути» начала разрабатываться ещё в начале 2000-х в рамках международных семинаров по роли Поволжья как транзитного центра и одного из торговых узлов Великого шёлкового пути. В 2014-м году Госкомитет Республики Татарстан по туризму выступил с идеей создания единого туристического маршрута ПФО и совместного развития круизного туризма во всей европейской части России по аналогии с «Золотое кольцо» и «Серебряное ожерелье». В 2018-м году под руководством первого правительства Медведева был разработан пятилетний проект федеральной целевой программы по развитию внутреннего туризма в стране, однако документ не был принят к исполнению.

### Запуск проекта
Первые обсуждения межрегионального проекта «Великий Волжский путь» начались в апреле 2016 года, и уже 1 декабря того же года 14 субъектов ПФО и региональные туристические операторы подписали соглашение о создании сети маршрутов. Регионы обязались поддерживать конкурентоспособные цены, специальные тарифы на услуги по размещению, транспортному обслуживанию, субсидировать маршруты, а также совместно продвигать проект. Локальные туристические маршруты с посещением местных исторических памятников, монументов культуры и центров национальных ремёсел разрабатывают специалисты из региональных госорганов и местные туроператоры.
В марте 2017 года маршрут «Великий Волжский путь» представили на XII Международной туристической выставке «Интурмаркет 2017», которая проходила в московском выставочном центре «Крокус Экспо». А в сентябре 2017-го проект показали в полномочном представительстве Республики Татарстан, где он получил поддержку Комитета по реализации программы импортозамещения при экспертном совете по развитию туризма при Министерстве культуры России.
На момент запуска «Великого Волжского пути» осенью 2017 года были подготовлены маршруты «Казань — Йошкар-Ола — Чебоксары», «Казань — Ульяновск — Самара», «Нижний Новгород — Чебоксары — Казань» и «Киров — Йошкар-Ола — Казань». Благодаря включению проекта в Национальную программу развития детского туризма, первыми посетителями стали школьные группы — только в 2018 году по маршруту проехало более 2000 детей. К октябрю 2019-го в рамках проекта было разработано более 20 маршрутов, с 2020-го создаётся туристический буклет для тур.операторов.

### Современность и перспективы

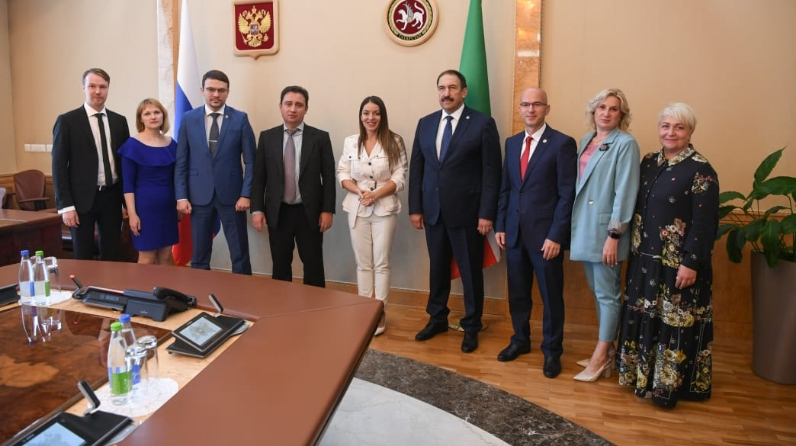
Зарина Догузова (Ростуризм), представители TUI Россия и регионов ПФО с премьер-министром Татарстана Алексеем Песошиным после подписания соглашения о развитии проекта «Великий Волжский путь», 29.08.2020.

Международный транспортный коридор «Север — Юг»—— предлагаемый маршрут коридора—— стандартный маршрут

В августе 2020 года, в рамках празднования 100-летия со дня образования Татарской АССР, регионы Приволжского федерального округа, федеральный туроператор «TUI Россия» и Ростуризм подписали соглашение о совместном развитии проекта «Великий Волжский путь». В линейку предложений было включено 6 новых маршрутов, проходящих по Кировской, Нижегородской и Самарской области, Пермскому краю, республикам Марий Эл и Татарстану. Всего в ПФО порядка 40 туроператоров предлагают межрегиональные маршруты проекта. На июнь 2020 года несколько городов маршрута (такие, как Суздаль) посещают порядка 1—2 млн человек в год.
Из-за пандемии COVID-19 в России, туристические потоки в ПФО сократились почти вдвое. Так, по данным Росстата, в 2020 году только Татарстан посетили около 1,9 млн туристов — это вдвое меньше аналогичного сезона 2019 года.
«Великий Волжский путь» на начало 2021 года охватывает объекты культуры, Всемирного наследия ЮНЕСКО и курорты в 14 регионах России, включая Пермский край, Кировскую, Нижегородскую, Оренбургскую, Пензенскую, Самарскую, Саратовскую и Ульяновскую области, а также республики Башкортостан, Марий Эл, Мордовия, Татарстан, Удмуртия и Чувашия. В рамках проекта действуют туры выходного дня, охватывающие минимум три региона ПФО.
«Великий Волжский путь» как часть Волжского торгового пути может быть включена в международную программу ЮНЕСКО «Туризм на Шёлковом пути», действующую с 1993 года. Кроме этого, Великий Волжский путь сейчас рассматривают как часть международного транспортного коридора «Север — Юг», ведущего в Иран. В его формировании заинтересованы прикаспийские страны и страны-участницы Нового шёлкового пути. С 2017 года осуществляется федеральная программа строительства пристаней на Каспии.

## Маршруты внутри Великого Волжского пути

### Направления и названия
Среди названий маршрутов есть «Три республики» (Татарстан, Марий Эл, Чувашская), «Культурный код Поволжья», «Две сестры — Два этноса», «Пермские Боги. Удмуртские духи» и другие. Наиболее популярные направления проходят через следующие города:
- Казань — Йошкар-Ола — Чебоксары;
- Самара — Ульяновск — Казань;
- Ульяновск — Самара — Пенза;
- Нижний Новгород — Чебоксары — Йошкар-Ола — Казань — Свияжск — Болгар;
- Йошкар-Ола — Казань — Свияжск — Болгар[17].

### Ключевые объекты маршрутов
| №  | Объект          | Субъект Федерации     | Визитная карточка                                        | Описание |
| -- | --------------- | --------------------- | -------------------------------------------------------- | --- |
| 1  | Казань          | Республика Татарстан  | Казанский кремль                                         | Казанский кремль представляет собой комплекс архитектурных, исторических и археологических памятников, объект ЮНЕСКО. На его территории расположены остатки первого (XII—XIII вв.), второго (XIV—XV вв.) и третьего городищ (XV—XVI вв.), белокаменный кремль, ряд храмов и зданий, имеющих большую историко-архитектурную и культурную ценность                                                                                             |
| 2  | Свияжск         | Республика Татарстан  | Свияжский Успенский монастырь                            | Остров-град Свияжск был основан в 1551 году в качестве форпоста для русских войск во время наступления на Казань. В Свияжске сохранилось 18 памятников исторического наследия федерального и республиканского значения XVI—XIX веков, в том числе деревянная Троицкая церковь, комплекс зданий Успенского Богородицкого мужского монастыря и Иоанно-Предтеченский женский монастырь, объект ЮНЕСКО                                           |
| 3  | Болгар          | Республика Татарстан  | Болгарское городище                                      | Болгарское городище — бывшая столица Волжской Булгарии, являющееся первым государственным образованием на территории Поволжья на рубеже IX—X веков. Болгарское городище располагается в 40 км южнее от места слияния Волги и Камы. В 2014 году Болгарский историко-археологический комплекс был включён в список Всемирного наследия ЮНЕСКО. На территории городища сохранились валы и рвы XIV века, а также более 40 памятников архитектуры |
| 4  | Кунгур          | Пермский край         | Кунгурская пещера                                        | Кунгур входит в маршрут «Три реки: Волга-Вятка-Кама» и «Великий Волжский путь: Пермские боги. Удмуртские духи», в программу которых включено посещение Кунгурской пещеры — одной из крупнейших карстовых пещер в России. Пещера входит в десятку самых длинных гипсовых пещер в мире, её протяжённость составляет 6000 километров, из которых около 1500 оборудованы для экскурсионных маршрутов                                             |
| 5  | Бураново        | Удмуртская Республика | Бурановские бабушки                                      | Удмуртия присоединилась к проекту в едином маршруте с Башкортостаном и Татарстаном. Село Бураново знаменито фольклорным коллективом «Бурановские бабушки», представившим Россию на Евровидении-2012 |
| 6  | Нижний Новгород | Нижегородская область | Нижегородский кремль                                     | Внутри Нижегородского Кремля расположен древнейший каменный храм Нижнего Новгорода — Михайло-Архангельский собор, основанный в 1221 году. В храме покоится прах организатора второго народного ополчения 1612 года Кузьмы Минина |
| 7  | Самара          | Самарская область     | Памятный комплекс ракеты-носителя «Союз»                 | Участникам маршрута доступны бункер Сталина в Самарской области, Жигулёвский заповедник и национальный парк «Самарская Лука», а также Памятный комплекс ракеты-носителя «Союз» |
| 8  | Киров           | Кировская область     | Дымковская игрушка                                       | Кировская область представила маршрут «Три реки: Волга — Вятка — Кама» |
| 9  | Йошкар-Ола      | Республика Марий Эл   | Спасская башня в Йошкар-Оле                              | Входит в маршруты «Чудеса земли Марийской» и «Край звонких гуслей». Царевококшайский кремль был построен в Йошкар-Оле в 2009 году на месте старинной деревянной крепости. Рядом с кремлём расположен памятник царю Фёдору Ивановичу, по указу которого был основан город |
| 10 | Кшауши          | Чувашская Республика  | Этноэкологический комплекс «Ясна»                        | В маршруте принимают участие Чебоксары, Мариинский Посад и Козловка |
| 11 | Лермонтово      | Пензенская область    | Государственный Лермонтовский музей-заповедник «Тарханы» | Музей-заповедник «Тарханы» создан в 1939 году в родовом поместье Арсеньевых — предков поэта Михаила Лермонтова по материнской линии. Его площадь составляет 197 га. Фонды музея содержат около 29 тысяч единиц хранения |